# یو پی تری
یووُولوپالاتوفارینگوپلاستی (به انگلیسی: Uvulopalatopharyngoplasty) یا به اختصار یو-پی‌-پی‌-پی (UPPP) و یو-پی‌-تری (UP3)، یک عمل جراحی است که برای از بین بردن بافت یا ترمیم مجدد بافت در گلو استفاده می‌شود. این عمل می‌تواند به دلیل مشکلات در خواب باشد. 
یووُلا (uvula) در انگلیسی به معنای زبان کوچک است. 
بافت‌هایی که معمولاً از بین می‌روند شامل موارد زیر است: 
- لوزه ها
- آدنوئیدها

بافت‌هایی که به طور معمول می‌توانند بازسازی شوند عبارتند از: 

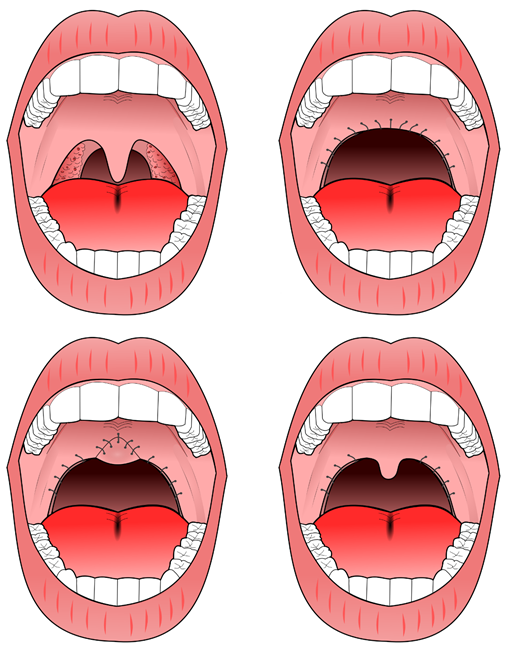
Uvulopalatopharyngoplasty. الف) قبل از عمل ، ب) UPPP اصلی ، ج) UPPP اصلاح شده ، و د) حداقل UPPP.

- زبان کوچک
- نرم کام
- حلق